# Последњих пет година
Последњих пет година (енгл. The Last Five Years) амерички је љубавни филм из 2014. године, у режији и по сценарију Ричарда Лагравенеса. Темељи се на истоименом мјузиклу Џејсона Роберта Брауна, а прати брачни пар који тумаче Ана Кендрик и Џереми Џордан.
Представља њихов однос ван хронолошког реда, у нелинеарном наративу. Кетине песме почињу након што су се раздвојили и крећу се уназад до почетка њихове везе, док Џејмијеве песме почињу када су се први пут срели и настављају кроз њихов брак који се распада.
Премијерно је приказан 7. септембра 2014. године на Филмском фестивалу у Торонту, док је 13. фебруара пуштен у одабране биоскопе и преко видеа на захтев.

## Радња
Џејми Велерстајн (Џереми Џордан) је млади талентовани писац који се заљубљује у Кети Хијат (Ана Кендрик), глумицу која се мучи да изгради своју каријеру. Готово цела њихова прича је испричана кроз песму. Све Кетине песме почињу на крају њиховог брака и осврћу се на на почетак њихове љубавне везе, док Џејмијеве почињу на почетку везе и осврћу се на крај брака. Сусрећу се на средини кад је Џејми проси.

## Улоге
| Глумац          | Улога            |
| --------------- | ---------------- |
| Ана Кендрик     | Кети Хајат       |
| Џереми Џордан   | Џејми Валерстајн |
| Натали Неп      | Алис Мајклс      |
| Марселин Хјугот | Линда Витфилд    |
| Рафаел Сардина  | Ричард           |
| Алисон Макри    | Керол Ен         |
| Алан Симпсон    | Рајан Џејмс      |
| Ник Новики      | Карл             |
| Ешли Спенсер    | рецепционарка    |
| Лора Харијер    | писац            |